# Salim Toama
Salim Toama (en arabe : سليم طعمه ; en hébreu : סלים טועמה), né le 9 août 1979 à Lod en Israël, est un footballeur international israélien qui évolue au poste de milieu offensif. Il est réputé pour son pied gauche.

## Biographie

### Carrière
Il fut notamment le bourreau du Paris Saint-Germain lors du match de Coupe UEFA, en 2006, perdu (2-4) contre le Hapoël Tel-Aviv en inscrivant deux buts et en réussissant deux passes décisives.

### Équipe nationale
Salim Toama a eu 10 apparitions et 1 but en Israël espoirs entre 1999 et 2000.
Il est convoqué pour la première fois par le sélectionneur national Avraham Grant pour un match amical face à l'Ukraine le 15 août 2005. Il entre à la 55e minute à la place de David Revivo (0-0). Le 11 octobre 2008, il marque son seul but en équipe d'Israël lors d'un match des éliminatoires de la Coupe du monde 2010 face au Luxembourg (victoire 3-1).
Il compte 13 sélections et 1 but avec l'équipe d'Israël entre 2005 et 2009.

## Palmarès
- Avec l'Hapoël Tel-Aviv :
  - champion d'Israël en 2000
  - vainqueur de la coupe d'Israël en 1999, 2000, 2007, 2011 et 2012
  - vainqueur de la Toto Cup en 2002.

- Avec le Standard de Liège :
  - champion de Belgique en 2008 et 2009
  - vainqueur de la supercoupe de Belgique en 2008.

## Statistiques

### Buts en sélection
Le tableau suivant liste tous les buts inscrits par Salim Toama avec l'équipe d'Israël.